# Андреас Екберг
Ларс Крістіан Андреас Екберг (швед. Lars Christian Andreas Ekberg, нар. 2 січня 1985, Мальме) — шведський футбольний арбітр. З 2013 року є арбітром ФІФА.

## Кар'єра
Розпочав суддівську кар'єру у віці 13 років і судив на регіональному рівні. У 2004 році він став загальнодержавним арбітром, а в 2007 році дебютував у чемпіонаті Супереттан, другому за рівнем дивізіоні країни.
У елітному дивізіоні країни перший матч відсудив 19 липня 2009 року, провівши матч між «Єфле» і «Гельсінгборгом» і став наймолодшим арбітром в історії Аллсвенскан (24 років, 6 місяців і 17 днів).
У 2013 році він отримав нагороду арбітра року від Шведської футбольної асоціації. Також у 2013 році він став арбітром ФІФА .
2014 року був одним з арбітрів юнацького чемпіонату Європи для гравців до 17-ти років, де відсудив в тому числі і фінальний матч між Нідерландами та Англією. Через рік судив матчі юнацького чемпіонату Європи до 19 років, де обслужив в тому числі і півфінал між Францією та Іспанією.
2019 року був включений до списку арбітрів на молодіжний чемпіонат Європи в Італії.